# Amanda Swisten
Amanda Swisten est une actrice américaine, née le 20 décembre 1978 à New York.

## Biographie
Amanda Swisten est connue pour avoir joué le rôle de Fraülein Brandi dans le troisième film de la série American Pie.

## Filmographie
Sa première apparition a été créditée dans le film American Pie 3: Marions-les ! en 2003 en jouant Fraülein Brandi. Après quoi, elle est apparue dans des films tels que The Last Run (2004), The Girl Next Door, et Freezer Burn (2005). Elle a eu des apparitions dans des séries télé comme Je suis avec elle (en), Mon oncle Charlie, Les Quintuplés, et Joey.